# Groupe parlementaire japonais d'études sur la question du Tibet
 (février 2025).
Motif : manque de sources secondaires indépendantes garantissant la neutralité de l'article et démontrant la notoriété de ce groupe
- Archive Wikiwix
- Bing
- Cairn
- DuckDuckGo
- E. Universalis
- Gallica
- Google
- G. Books
- G. News
- G. Scholar
- Persée
- Qwant
- (zh) Baidu
- (ru) Yandex
- (wd) trouver des œuvres sur Wikidata

| 1. | Préciser le motif de la pose du bandeau. | Précisez le motif de la pose du bandeau en utilisant la syntaxe suivante : {{admissibilité à vérifier\|date=juillet 2025\|motif=remplacez ce texte par le motif}}                                                                    |
| 2. | Informer les utilisateurs concernés.     | Pensez à avertir le créateur de l'article, par exemple, en insérant le code ci-dessous sur sa page de discussion : {{subst:avertissement admissibilité à vérifier\|Groupe parlementaire japonais d'études sur la question du Tibet}} |

Le Groupe parlementaire japonais d’études sur la question du Tibet (チベット問題を考える議員連盟, Chibettomondai o kangaeru giin renmei) est un groupe multipartite de parlementaires au Japon fondé en 1995. C'est le groupe parlementaire sur le Tibet numériquement le plus important de tous les parlements dans le monde.

## Historique
Cette section ne s'appuie pas, ou pas assez, sur des sources secondaires ou tertiaires indépendantes du sujet. Le texte peut contenir des analyses inexactes ou inédites de sources primaires.
Pour l'améliorer, ajoutez-en, ou placez des modèles {{Source secondaire souhaitée}} ou {{Source secondaire nécessaire}} sur les passages mal sourcés. (juin 2025)
Le Groupe parlementaire japonais d’études sur la question du Tibet a été fondé le 6 octobre 1995, par cinq parlementaires; en 2003, il compte 54 membres et peut-être 150 en 2008.
Il s'agit d'un groupe composé de membres du Parlement issus de tous les partis politiques qui œuvrent pour résoudre des problèmes tels que la liberté, l'état de droit et le respect des droits de l'homme au Tibet en Chine.
En 2024, le Groupe parlementaire japonais d’études sur la question du Tibet reste le groupe parlementaire sur le Tibet le plus important de tous les parlements, même si une trentaine de ses membres (sur environ 100), représentant le Parti libéral-démocrate au pouvoir et sept autres partis politiques, ont perdu leur siège lors des récentes élections.
En mai 2025, le groupe parlementaire japonais d’études sur la question du Tibet reçoit le président Penpa Tsering du gouvernement tibétain en exil à la diète nationale au cours d'une réunion présidée par la parlementaire Eriko Yamatani, modérée par le secrétaire général Hiroshi Yamada à laquelle la journaliste Yoshiko Sakurai assiste.
Le 3 juin 2025 s'ouvre la 9e convention mondiale des parlementaires sur le Tibet au Palais des congrès internationaux du parlement japonais, réunissant 142 participants de 29 pays, organisée par le parlement tibétain en exil en collaboration avec le groupe parlementaire japonais d'études sur la question du Tibet, une première pour le Japon. Le même jour, l’ambassade de Chine au Japon proteste contre la tenue de cette réunion. Akie Abe a assisté à la convention, qui s'est tenue les 3 et 4 juin, se concluant par l'adoption de la Déclaration de Tokyo en 24 points, qui affirme en particulier que « la sélection et la reconnaissance du successeur du 14e dalaï-lama sont une affaire purement religieuse et ne doivent pas faire l'objet d'ingérence politique de la part du gouvernement chinois ».

## Membres du conseil d'administration
- Eriko Yamatani, présidente depuis décembre 2024[5]
- Hiroshi Yamada (en), secrétaire général depuis décembre 2024[5]

## Anciens dirigeants et membres
- Hakubun Shimomura président depuis décembre 2016[12] jusqu'à décembre 2024[5]
- Akimasa Ishikawa (en) secrétaire général jusqu'en 2024[5]
- Ancien président : Yukio Edano (Parti démocrate constitutionnel), un des membres fondateurs du groupe[13].
- Seishū Makino (ja) (président, défait en 2012)
- Fumihiko Igarashi (ja) (vice-président, défait en 2012)
- Yukio Hatoyama (membre, retraité en 2012)
- Yoshiaki Harada (membre, jusqu'en 2021)
- Masazumi Gotoda (en) (membre, démissionne du conseil en 2022)

## Activités et réactions chinoises
- En avril 1996, certains des membres du groupe rendent visite au dalaï-lama à Dharamsala[3].
- En 2001, la Chine a exigé que les membres du groupe cessent leurs activités, en faisant pression sur eux en leur disant que « même si des membres de haut rang de leurs partis politiques se rendent en Chine, ils ne pourront plus rencontrer d'importantes personnalités chinoises ». L'ambassade a également contacté des députés qui avaient prévu de participer à la manifestation afin de les convaincre. En conséquence, un député du parti démocrate du Japon a refusé de participer à la manifestation, invoquant des « instructions du parti »[14].
- En novembre 2003, lorsque le groupe parlementaire japonais d'études sur la question du Tibet a invité le dalaï-lama au Japon[3], l'ambassade de Chine à Tokyo a demandé à plusieurs reprises au président de l'époque, Seishū Makino, de rencontrer le dalaï-lama seul à seul, mais sa demande a été refusée. L'ambassade de Chine a également demandé au secrétaire général du Parti démocrate de l'époque, Katsuya Okada, d'« exercer une influence » sur le Groupe parlementaire, mais Okada a refusé, déclarant : « Nous ne pouvons pas restreindre les activités du Groupe parlementaire en tant que parti. »[15]
- Lors des 44e élections générales pour la Chambre des représentants en septembre 2005, de nombreux membres du groupe ont perdu leur siège, notamment le président Seishū Makino (ja) (Parti démocrate), le secrétaire général Fumihiko Igarashi (ja) (Parti démocrate), Osamu Konishi (ja) (Parti libéral démocrate) et Usami Noboru (ja) (Parti démocrate). Yukio Edano, membre de la Chambre des représentants, a été nommé président.
- Une assemblée générale a eu lieu le 19 mars 2008 pour discuter des troubles au Tibet en 2008. Le groupe a publié une déclaration de condamnation contre la Chine et l'a envoyée au Premier ministre Yasuo Fukuda, à l'ambassadeur de Chine au Japon Cui Tiankai et à d'autres destinataires[16].
- Lors des 45e élections générales pour la Chambre des représentants en août 2009, Makino, Igarashi et d'autres ont été élus, marquant leur retour à la politique nationale. Avec cette décision, Makino est devenu président, Igarashi vice-président et l'ancien représentant Edano est devenu conseiller honoraire.
- Le 1er novembre 2009, Makino, Igarashi et d’autres ont rencontré le 14e dalaï-lama dans un hôtel de Tokyo. Le Premier ministre Yukio Hatoyama n'a pas pu assister à la cérémonie en raison de conflits d'horaire, mais a envoyé un message au dalaï-lama dans lequel il a déclaré qu'il espérait le rencontrer à nouveau[17]. Le dalaï-lama a exprimé sa gratitude pour le message, a félicité Hatoyama pour son investiture en tant que Premier ministre et a exprimé son soutien à l'idée de Hatoyama d'une « Communauté de l'Asie de l'Est »[17],[18].